# Альфавиль
«Альфавиль» (фр. Alphaville, une étrange aventure de Lemmy Caution, «Альфавиль — странное приключение Лемми Коушена») — чёрно-белый фантастический художественный фильм 1965 года совместного производства Франции и Италии. Фильм снят режиссёром Жаном-Люком Годаром. Лемми Коушен, герой Эдди Константина, — агент ФБР, придуманный британским писателем Питером Чейни.
Главные роли исполнили Эдди Константин и Анна Карина. Фильм получил главный приз Берлинского кинофестиваля — «Золотой медведь». Премьера состоялась 5 мая 1965 года во Франции.

## Сюжет
Лемми Коушен — частный детектив, который прибывает в город будущего Альфавиль, чтобы найти агента Генри Диксона. Его цель — уничтожить бесчеловечный порядок, запрещающий людям любые проявления эмоций и индивидуальности. В качестве главного оружия герой использует поэзию. Сам город Альфавиль находится под контролем профессора фон Брауна и управляется с помощью компьютерной системы под названием Альфа-60.
В городе объявлены вне закона все гуманные человеческие чувства, такие как любовь, нежность, сострадание и взаимопомощь, а также запрещены поэзия и романтика. Все эти запреты привели в Альфавиле к негуманному и отчуждённому обществу. Лемми Коушен пытается с помощью Наташи, дочери профессора фон Брауна, изменить ситуацию в городе к лучшему.

## В ролях
- Эдди Константин — Лемми Коушен
- Анна Карина — Наташа фон Браун
- Аким Тамирофф — Генри Диксон
- Хауард Вернон — профессор Леонард Носферату, по-другому, фон Браун
- Жан-Луи Комолли — профессор Джекелл
- Жан-Андре Фиечи — профессор Хекелл
- Мишель Делешей — ассистент фон Брауна
- Ласло Сабо — главный инженер
- Криста Ланг — соблазнительница

В эпизодической роли появляется Жан-Пьер Лео (приблизительно на 68-й минуте фильма), он играет служащего отеля, который приносит завтрак Лемми Коушену и Наташе фон Браун.

## Критика
В начале 1950-х годов наметилась тенденция, когда серьёзные режиссёры стали уделять внимание жанру научной фантастики. Одним из таких режиссёров стал Жан-Люк Годар, в 1965 году снявший «Альфавиль», что для Годара, представителя новой французской волны, не типично. Все его кинематографические интересы сконцентрированы на настоящем. Но если взглянуть повнимательней на его единственный экскурс в будущее, то становится ясно, что и здесь режиссёра волнует современность. Это выражено не только по сути, но и изобразительными средствами. В фильме не увидеть ничего необычного, нездешнего. Роль города будущего играет ночной Париж, приобретающий зловещий вид благодаря операторской работе Рауля Кутара. Самое необычное в фильме — это саундтрек состоящий из монотонного закадрового голоса и завораживающей музыки Поля Мизраки.
Другой особенностью режиссёров новой волны было преклонение перед американским кино. Одно из самых заметных проявлений — это выбор актёра на главную роль, Эдди Константина, — звезды гангстерских фильмов. «Альфавиль», как и прочие работы Годара, помимо отсылок к американскому кино изобилует идеями и приёмами, заимствованными из других фильмов и прочих художественных форм. Есть в фильме аллюзии и реминисценции на вполне реальное, совсем недавнее, фашистское прошлое: вытатуированные номера у жителей города, фамилия главного создателя Альфы-60 профессора фон Брауна (см. Фон Браун, Вернер) и съёмки в парижском отеле «Континенталь», где в годы оккупации было расквартировано Гестапо.

## Наследие
- Видеоклип к песне Linger ирландской рок-группы The Cranberries был снят с использованием стилистики фильма «Альфавиль».
- Видеоклип к песне One Word Келли Осборн был снят с использованием стилистики фильма «Альфавиль».
- Немецкая синтипоп-группа Alphaville взяла своё название в честь фильма Годара.